# Patria

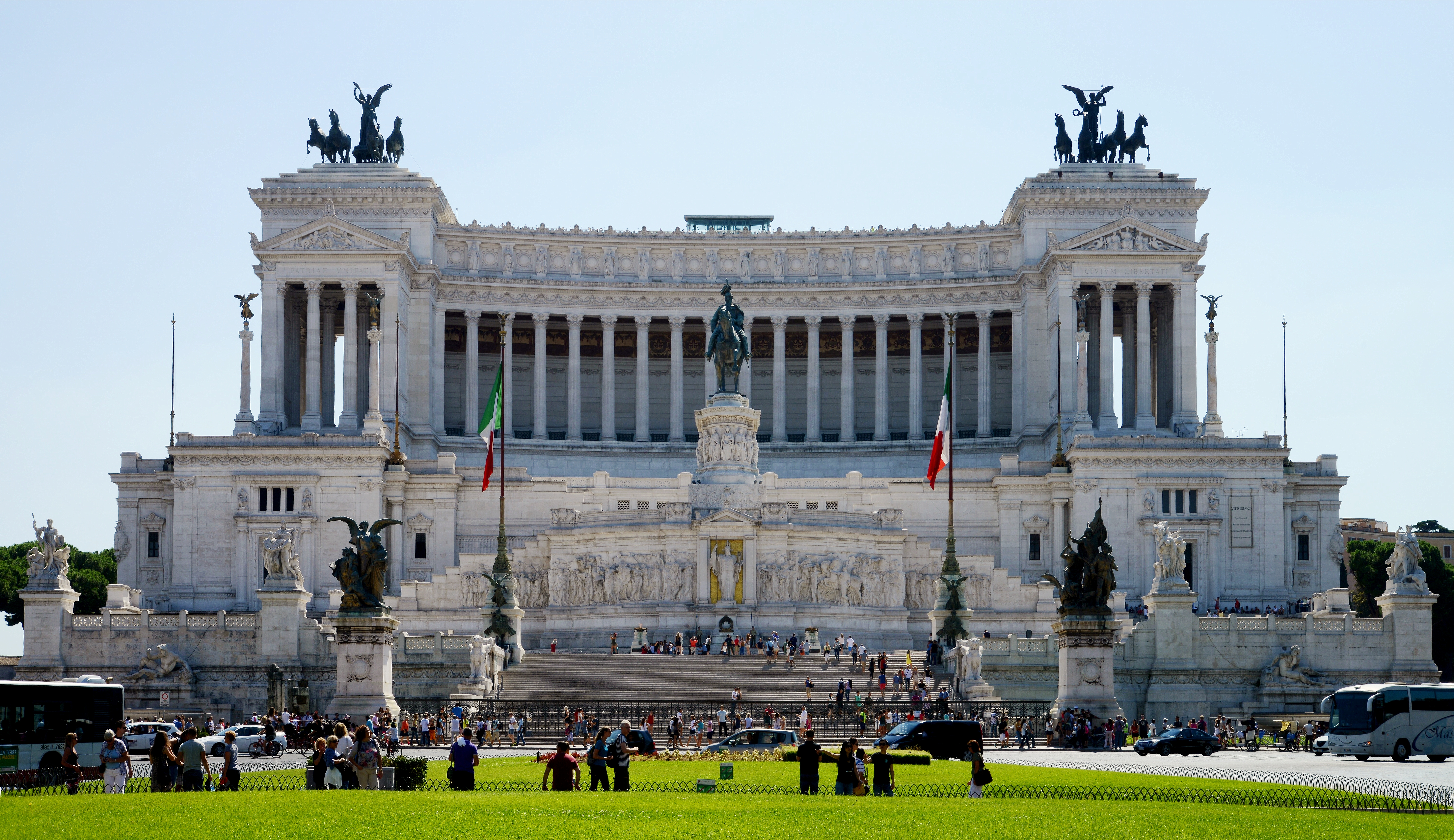
L'Altare della Patria a Roma.

La Patria (dal latino = la terra dei padri) è il concetto di nazione e paese, natio interiorizzato e idealizzato.

## Descrizione
La patria è un topos prettamente letterario (concetto ricorrente) che è possibile ritrovare in tantissimi temi trattati e argomentati nelle scienze umane, con particolare frequenza nell'area umanistica.

## Madrepatria

La Libertà che guida il popolo di Eugène Delacroix personifica la madrepatria francese.

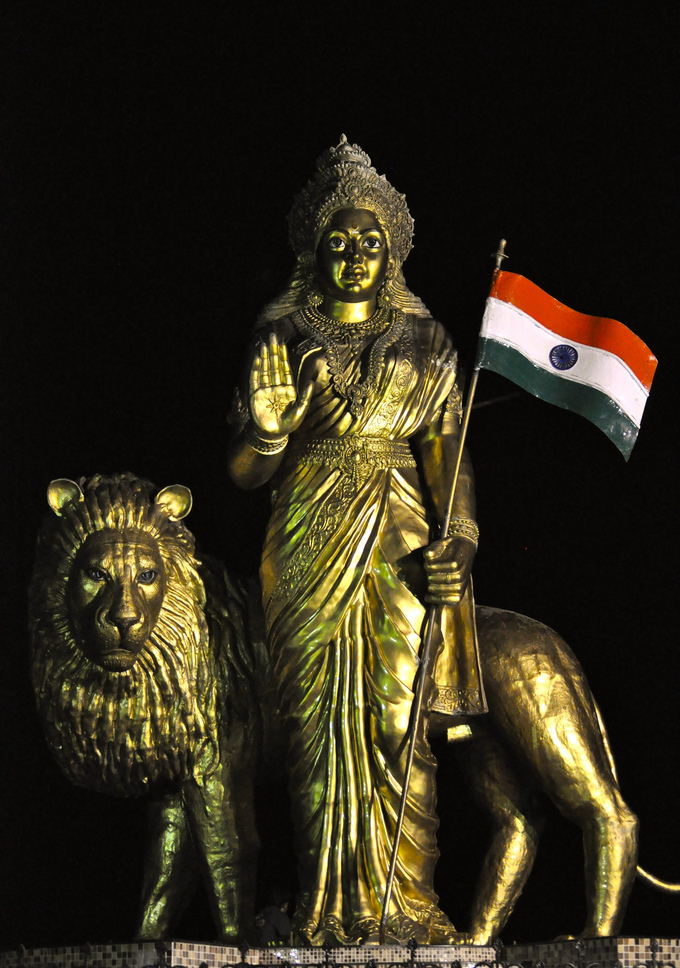
Statua di Bharat Mata (Madre India) accompagnata da un leone a Yanam, India.

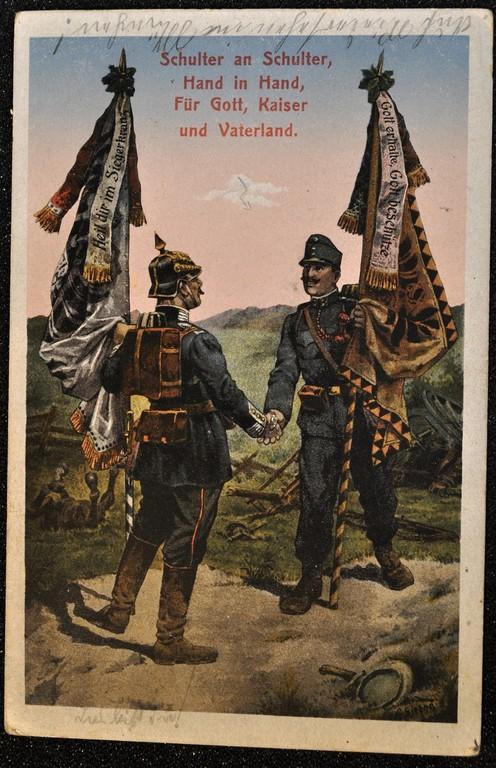
Cartolina di un soldato austriaco e tedesco della prima guerra mondiale con il testo "Spalla a spalla, mano nella mano, per Dio, l'Imperatore e la Patria".

La patria si riferisce alla madrepatria, cioè il luogo in cui qualcuno è cresciuto o ha vissuto per un periodo abbastanza lungo da formare la propria identità culturale, il luogo in cui i propri antenati hanno vissuto per generazioni, o il luogo che qualcuno considera casa, o una metropoli in contrasto con le sue colonie. Le persone spesso si riferiscono alla Madre Russia come alla personificazione della nazione russa. Le Filippine sono anche considerate una patria che deriva dalla parola "Inang Bayan" che significa "Patria". All'interno dell'Impero britannico, molti nativi delle colonie arrivarono a pensare alla Gran Bretagna come alla madrepatria di un'unica grande nazione. India è spesso personificata come Bharat Mata (Madre India). I francesi si riferiscono comunemente alla Francia come "la mère patrie"; I paesi ispanici che erano ex colonie spagnole si riferivano comunemente alla Spagna come "la Madre Patria". I romani e i sudditi di Roma vedevano l'Italia come la madrepatria (patria o terrarum parens) dell'Impero Romano, in contrasto con le province romane. I turchi si riferiscono alla Turchia come "ana vatan" (lett: madrepatria).

## Paese d'origine
La patria è la nazione dei propri "padri" o antenati. La parola può anche significare il paese di nazionalità, il paese in cui qualcuno è cresciuto, il paese in cui hanno vissuto per generazioni gli antenati di qualcuno, o il paese che qualcuno considera casa, a seconda di come l'individuo lo usa.
Può essere visto come un concetto nazionalista, in quanto evoca emozioni legate ai legami familiari e li collega all'identità nazionale e al patriottismo. Può essere paragonato a madrepatria e patria e alcune lingue utilizzeranno più di uno di questi termini. L'inno nazionale dei Paesi Bassi tra il 1815 e il 1932, "Wien Neêrlands Bloed", fa ampio uso della parola olandese parallela, così come l'attuale inno nazionale olandese, Het Wilhelmus.
Il greco antico patris, patria, portò a patrios, dei nostri padri e quindi al latino patriota e al francese antico patriote, che significa compatriota; da questi deriva la parola inglese patriotism. La relativa parola dell'antico romano Patria ha portato a forme simili nelle moderne lingue romanze.
Il termine "patria" venne incontrato per la prima volta dalla stragrande maggioranza dei cittadini di paesi che non lo utilizzavano durante la seconda guerra mondiale, quando apparve nei notiziari associati alla Germania nazista. La propaganda del governo tedesco ha fatto appello al nazionalismo quando ha fatto riferimento alla Germania e allo Stato. Fu usato nel Mein Kampf, e su un cartello in un campo di concentramento tedesco, anch'esso firmato Adolf Hitler.
Il termine patria (Vaterland) è usato in tutta l'Europa di lingua tedesca, così come in olandese. La storia nazionale è solitamente chiamata vaderlandse geschiedenis in olandese. Un altro uso della parola olandese è ben noto dall'inno nazionale "Het Wilhelmus".
In tedesco la parola divenne più importante nel XIX secolo. Appare in numerose canzoni e poesie patriottiche, come la canzone di Hoffmann Lied der Deutschen che divenne l'inno nazionale nel 1922. A causa dell'uso del termine Vaterland nella propaganda di guerra nazista-tedesca, il termine "Patria" in inglese è stato associato alla propaganda antinazista nazionale britannica e americana durante la seconda guerra mondiale. Questo non è il caso della stessa Germania, dove la parola rimane usata nei consueti contesti patriottici.

### Lingue romanze
Nelle lingue romanze, un modo comune per riferirsi al proprio paese d'origine è Patria/Pátria/Patrie che ha la stessa connotazione di Fatherland, cioè la nazione dei propri genitori/padri (dal latino Pater, padre). Poiché patria ha un genere femminile, viene solitamente utilizzato in espressioni legate alla propria madre, come in italiano la Madrepatria, in spagnolo la Madre Patria o in portoghese a Pátria Mãe. Esempi includono:
- Gli esperantisti come patrio, patrolando o patrujo
- Aragonese, asturiano, francoprovenzale, galiziano, italiano, spagnolo (nei suoi molteplici dialetti): Patria
- Catalano: Pàtria
- Occitani: Patrìo
- Francese: Patrie
- Rumeno: Patrie
- Portoghese: Pàtria

## Usi per paese
- L'Unione Sovietica creò patrie per alcune minoranze negli anni '20, tra cui la RSS tedesca del Volga e l'Oblast' autonoma ebraica. Nel caso della RSSR tedesca del Volga, queste patrie furono successivamente abolite e i loro abitanti deportati in Siberia o nella SSR kazaka.
- Negli Stati Uniti, il Dipartimento per la Sicurezza Interna è stato creato subito dopo gli attacchi terroristici dell'11 settembre 2001, come mezzo per centralizzare la risposta a varie minacce. In un articolo del giugno 2002, la consulente e autrice di discorsi repubblicana Peggy Noonan espresse la speranza che l'amministrazione Bush cambiasse il nome del dipartimento, scrivendo che "Il nome Homeland Security irrita molte persone, comprensibilmente. Homeland non è realmente un parola americana, non è qualcosa che dicevamo o diciamo adesso"[12].
- Nell'era dell'apartheid in Sud Africa, al concetto venne dato un significato diverso. Il governo bianco aveva designato circa il 25% del suo territorio non desertico per insediamenti tribali neri. Ai bianchi e ad altri non neri era vietato possedere terreni o stabilirsi in quelle aree. Dopo il 1948 fu loro gradualmente concesso un livello crescente di "governo interno". Dal 1976 molte di queste regioni ottennero l'indipendenza. Quattro di loro furono dichiarati nazioni indipendenti dal Sud Africa, ma non furono riconosciuti come paesi indipendenti da nessun'altra nazione oltre al Sud Africa. I territori riservati agli abitanti africani erano conosciuti anche come bantustan[13].
- In Australia, il termine si riferisce a insediamenti aborigeni relativamente piccoli (definiti anche "località esterne") dove persone con stretti legami di parentela condividono terre per loro significative per ragioni culturali. Molte di queste patrie si trovano nell'Australia occidentale, nel Territorio del Nord e nel Queensland. Il movimento per la patria ha acquisito slancio negli anni ’70 e ’80. Non tutte le patrie sono permanentemente occupate per ragioni stagionali o culturali[14]. Gran parte dei finanziamenti e del sostegno sono stati ritirati a partire dagli anni 2000[15].
- In turco, il concetto di "patria", soprattutto in senso patriottico, è "ana vatan[16]" (lett. patria madre), mentre "baba ocağı" (lett. focolare paterno) è usato per riferirsi alla propria casa d'infanzia. La parola turca "ocak"[17] ha il doppio significato di gennaio e camino, come lo spagnolo "hogar", che può significare "casa" o "focolare"[18].

## Terra della propria casa
In alcune lingue, ci sono parole aggiuntive che si riferiscono specificamente al luogo in cui si vive, ma hanno una portata più ristretta rispetto alla propria nazione e spesso hanno una sorta di connessione nostalgica, fantastica, con il patrimonio culturale, ad esempio:
- In lingua tedesca, heimat.
- In lingua giapponese, kokyō, o furusato (故郷) o kyōdo (郷土).
- Nelle lingue cinesi, 故乡; 故鄉; gùxiāng o 家乡; 家鄉; jiāxiāng.
- Nella lingua vietnamita, cố hương.
- Nella lingua coreana, 고향, gohyang, 故鄕.